# 1990 au Royaume-Uni
Cet article présente les faits marquants de l'année 1990 au Royaume-Uni.

## Évènements
- 25 janvier : la tempête Daria, appelée localement « Jour de la Fête de Robert Burn » dévaste le nord du pays.
- 15 février : l'Argentine et le Royaume-Uni rétablissent leurs relations diplomatiques.
- 28 février : Ford acquiert le constructeur automobile Jaguar[1].
- 31 mars : violentes manifestations au Royaume-Uni contre la poll tax, projet inégalitaire visant à remplacer les taxes immobilières locales par un impôt de capitation égal pour tous, quel que soit le revenu et le patrimoine. Un grand rassemblement dégénère en émeute à Londres.
- 1er avril : la poll tax entre en vigueur.
- 19 juin : le Royaume-Uni refuse de ratifier la Convention de Schengen sur la libre circulation entre la France, la République fédérale d'Allemagne et les trois pays du Benelux.
- 29 juin : sanction royale pour le National Health Service and Community Care Act 1990[2]. Loi assouplissant le fonctionnement du National Health Service au Royaume-Uni en introduisant la notion de « marché interne » autorisant les médecins généralistes à mettre les hôpitaux en concurrence et rendant aux établissements l’autonomie perdue en 1946 en matière de gestion de leurs ressources et de recrutement du personnel.
- 2 août : Margaret Thatcher appuie le président George Bush dans la crise du Golfe.
- 6 octobre : entrée du Royaume-Uni dans le Système monétaire européen[3].
- 23 novembre : démission de Margaret Thatcher après avoir été Premier ministre du Royaume-Uni durant 11 ans et demi, à la suite d’une fronde des députés conservateurs.
- 28 novembre : début du ministère conservateur de John Major, Premier ministre du Royaume-Uni (fin en mai 1997). Il poursuit le programme de privatisation.
- Royaume-Uni : privatisation de la distribution de l’électricité  (1990-1991). 1,6 million de chômeurs (3,2 en 1986). De 1979 à 1990, les emplois industriels tombent de 7,1 à 5,2 millions.